# Universidad George Washington
La Universidad George Washington (George Washington University en idioma inglés -GWU-) es una universidad privada, mixta y laica ubicada en Washington D. C. (Estados Unidos). Fue fundada en 1821 con el nombre de Columbian College en los terrenos cedidos por el expresidente George Washington. Desde entonces, la universidad se ha convertido en una de las instituciones líderes mundiales en el plano académico e investigador, especialmente en derecho, asuntos internacionales, políticas públicas, y medicina. El campus principal, de 17 hectáreas, está situado en el barrio histórico de Foggy Bottom, cerca de la Casa Blanca y del National Mall.
Los fondos económicos de la George Washington eran de 823 millones de dólares en 2005. George Washington se sitúa en la posición 53 en la lista de las mejores universidades estadounidenses de U.S. News & World Report. Asimismo, GW es sede de la prestigiosa The Elliott School of International Affairs, que es considerada la 9.ª mejor escuela de asuntos internacionales del mundo a nivel de grado, y la 7.ª del mundo a nivel de postgrado.
La universidad tiene alrededor de 11.000 alumnos de pregrado y 12.500 alumnos de postgrado, además de 4500 empleados.
Los periódicos estudiantiles son The GW Hatchet y The Daily Colonial. La radio estudiantil es la WRGW. Participa en la conferencia Atlantic 10 de deportes universitarios. Los colores oficiales de la universidad son azul y pardo, basados en los uniformes militares de George Washington.

## Historia
George Washington discutió durante mucho tiempo la creación de una universidad en el Distrito de Columbia y en su testamento donó 50 acciones de la Potomac Company para la creación de esta institución. "Doy y lego en perpetuidad las cincuenta acciones que poseo de la Potomac Company (bajo las mencionadas Actas de la Legislatura de Virginia) para el fondo de un UNIVERSIDAD que será establecida en los límites del Distrito de Columbia, bajo el auspicio del Gobierno General, por si el Gobierno tuviese que inclinarse a extender una mano hacia ella".
Conociendo los deseos de Washington, un grupo de hombres liderados por el ministro católico John Paul Samson consiguieron reunir fondos para comprar un solar para una universidad donde educar misioneros y al clero. Un gran edificio fue construido en la que hoy es Meridan Hill, y el 9 de febrero de 1821 el presidente James Monroe aprobó la creación del The Columbian College. A los actos de inauguración de la universidad en 1824 atendieron el presidente Monroe, John C. Calhoun, Henry Clay, el Marqués de La Fayette y otros dignatarios. Los edificios de la institución se utilizaron como hospitales durante la guerra civil estadounidense.
Se ocuparon otros edificios alrededor de Washington, incluyendo lo que hoy es el Museo Nacional de Mujeres Artistas en la avenida Nueva York. A pesar del auspicio inicial, la universidad tuvo que enfrentarse a crisis financieras durante los primeros 100 años de existencia. La institución cambió de nombre en 1873 y 1904, pasando a llamarse respectivamente Columbian University y The George Washington University. La universidad se convirtió en una de las primeras instituciones de los Estados Unidos en entregar un doctorado en 1888.
Desde los años 70, bajo el liderato de los presidentes Lloyd Hartman Elliott y Stephen Joel Trachtenberg, GWU se ha convertido en una gran institución de estudios de grado y postgrado. En diciembre de 2006 la universidad nombró a su próximo presidente, Steven Knapp, preboste de la Universidad Johns Hopkins. Knapp se convertirá en el presidente el 1 de agosto de 2007 y Trachtenberg se convertirá en presidente emérito y catedrático de Servicio Social.
En junio de 1999 la universidad compró el Mount Vernon College, en el barrio de Palisades, cercano a Georgetown, y se convirtió en el Mount Vernon campus. Otro campus, el Virginia, se encuentra en Ashburn, condado de Loudoun. Además hay centros de postgrado en el norte de Virginia y en Hampton Roads.

## Campus

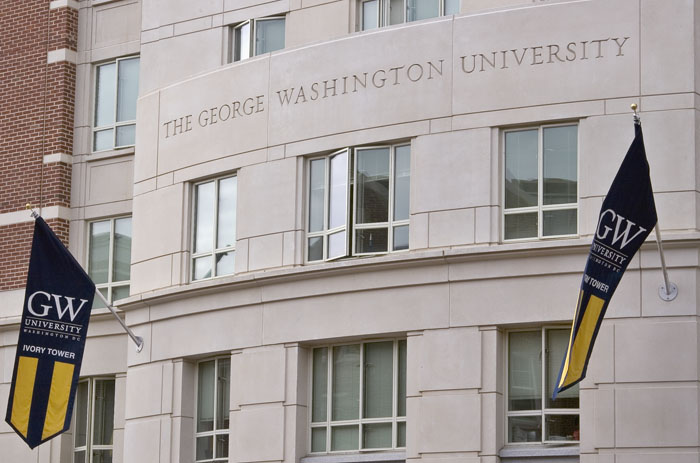
Ivory Tower.

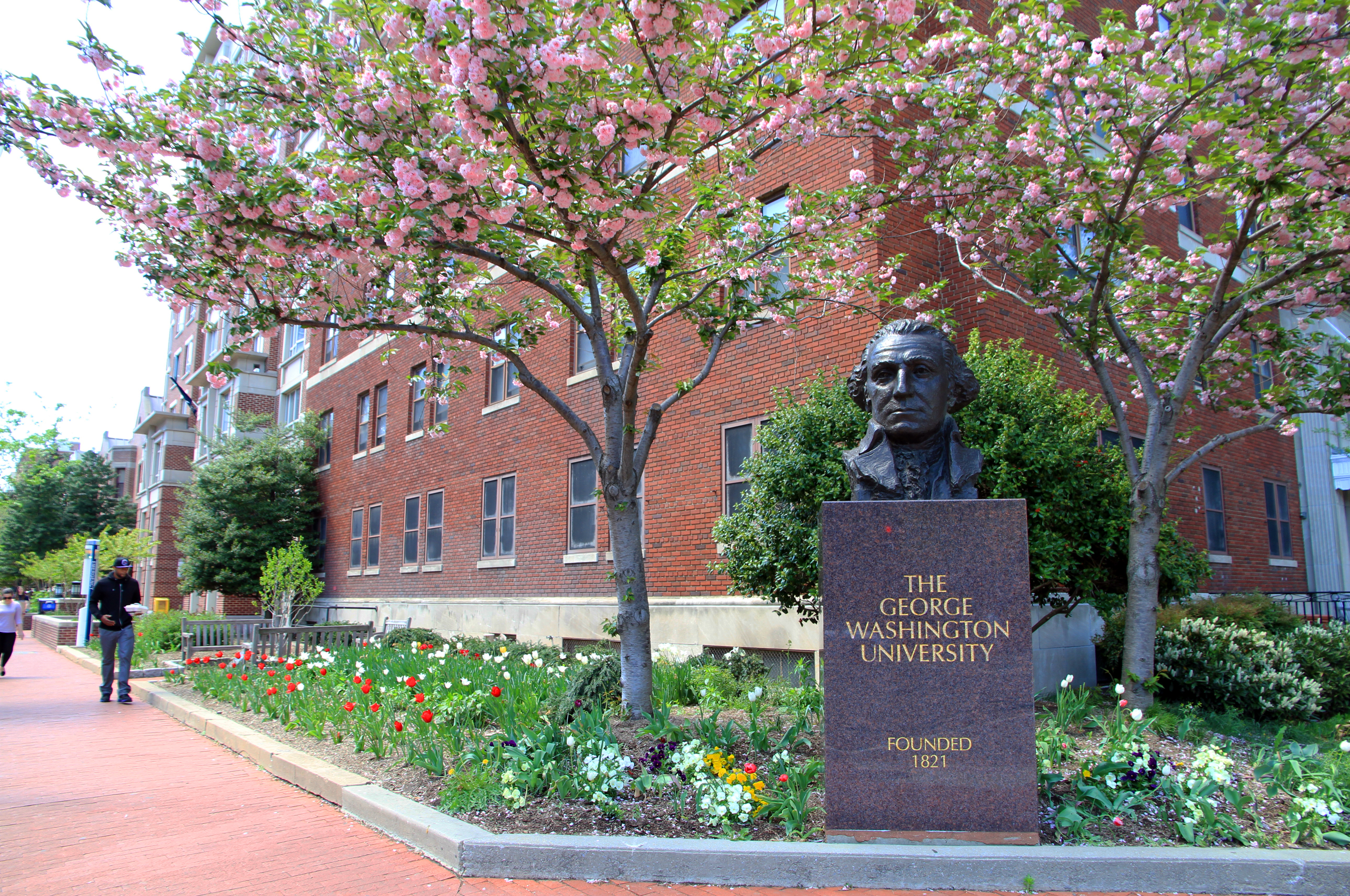
The George Washington University

La universidad tiene tres campus: El campus principal en Foggy Bottom, el campus de Mount Vernon en el norte de Washington D. C. y el campus de Virginia en Ashburn.
La universidad posee edificios en el entorno del campus de Foggy Bottom que no están destinados a uso académico. Entre ellos está el centro comercial de la avenida Pensilvania número 2000, y el terreno del edificio del Fondo Monetario Internacional. La universidad actúa como propietario de estos terrenos y cobra un alquiler a los inquilinos.

### Campus de Foggy Bottom
Este es el campus principal, ocupa 170,000 m² (43 acres) y tiene más de 100 edificios en 14 manzanas además de partes  de otras manzanas.

## Facultades y escuelas
La universidad se organiza en 13 facultades y escuelas, de las que 6 son exclusivamente de postgrado
- Facultad Colombina de Artes y Ciencias (Columbian College of Arts and Sciences)
- Escuela de Negocios (School of Business)
- Escuela de Asuntos Internacionales Elliott (Elliott School of International Affairs)
- Escuela de Salud Pública Instituto Milken (Milken Institute School of Public Health)
- Escuela de Ingeniería y Ciencia Aplicada (School of Engineering and Applied Science)
- Escuela de Enfermería (School of Nursing)
- Escuela de Comunicación y Asuntos Públicos (School of Media and Public Affairs)
- Escuela de las Artes y el Diseño Corcoran (Corcoran School of the Arts and Design)
  - Centros docentes de postgrado
- Escuela de Postgrado de Gerencia Política (Graduate School of Political Management)
- Escuela de Medicina y Ciencias de la Salud (School of Medicine & Health Sciences)
- Escuela de Derecho (Law School)
- Escuela de Postgrado de Educación y Desarrollo Humano (Graduate School of Education and Human Development)
- Escuela de Política y Administración Pública Trachtenberg (Trachtenberg School of Public Policy and Public Administration)
- Facultad de Estudios Profesionales (College of Professional Studies)

## Parte académica

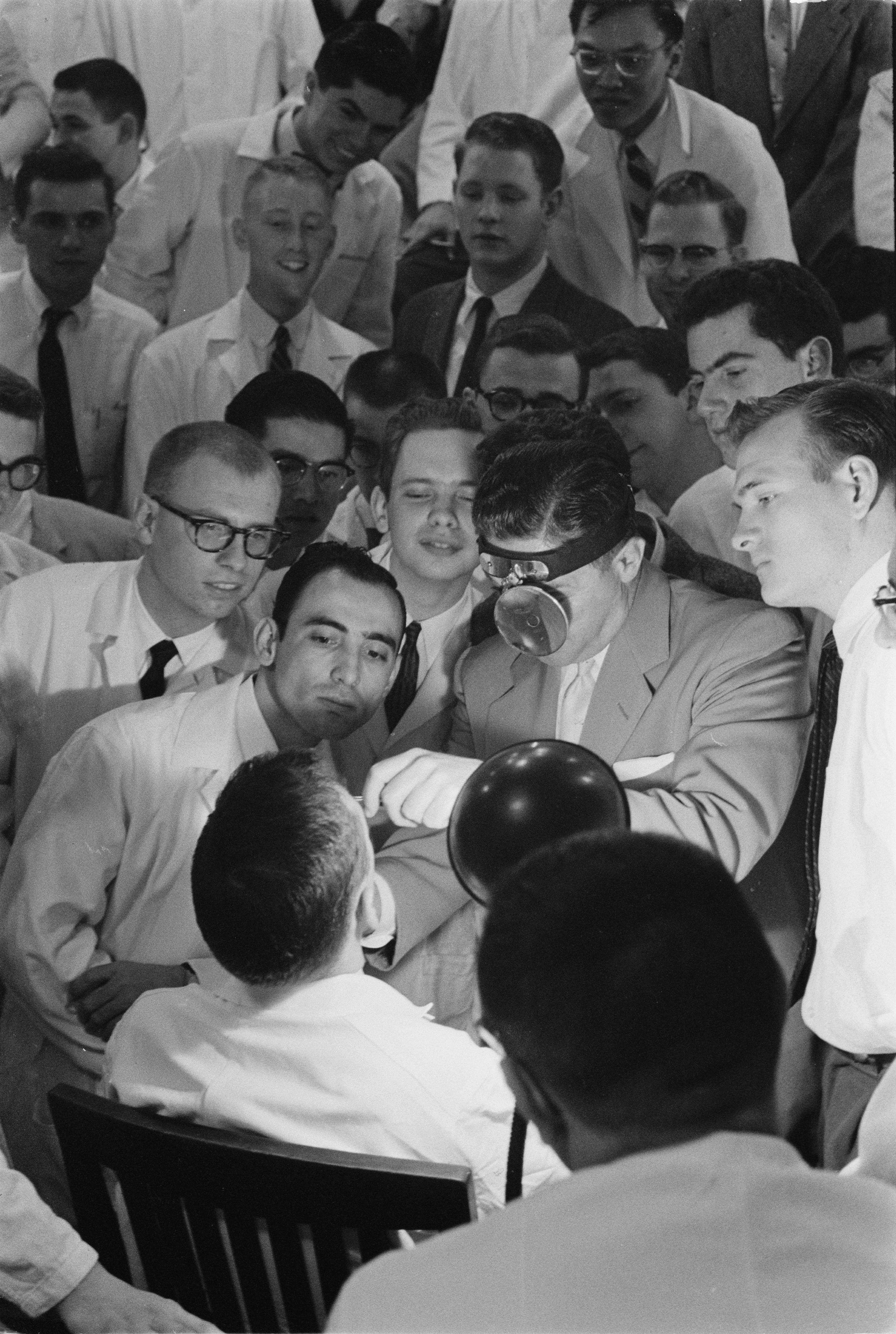
Estudiantes de medicina en clase (1958).

Los estudiantes en la Universidad participan en una gran variedad de oportunidad educativas tanto dentro como fuera del aula. Los 9.700 alumnos a tiempo completo que estudian un total de 87 carreras se reparten de la siguiente forma:
- 1500 en Negocios
- 500 en Ingeniería
- 2.000 en Relaciones Internacionales
- 700 en Comunicación
- 800 en Ciencias y Matemáticas
- 2.900 en Ciencias Sociales
- 1.300 en Arte, Lenguas y Humanidades

Cerca de 900 estudiantes participan en los programas de GW para estudiar en el extranjero, en alguno de los 50 países que se ofrecen. Adicionalmente, cada otoño 125 de los nuevos estudiantes entran a formar parte del Programa de Honor de la Universidad, que lo forman 500 estudiantes. La universidad también ofrece una amplia oferta de programas especializados para los estudiantes de grado, que incluyen:
University Honors Program

Six-Year B.A./J.D. Program

Seven-Year Integrated B.A./M.D. Program

Combined Bachelor's/Master's Programs

Scholars in Quantitative and Natural Sciences

Integrated Engineering and Law Program

Elizabeth Somers Women's Leadership Program

Presidential Arts Program in Theatre, Dance, Music, and Fine Arts

Dean's Scholars in Shakespeare

Dean's Scholars in Globalization
La Universidad George Washington tiene una prestigiosa facultad de Medicina así como su propio hospital. Tiene una escuela de derecho que se sitúa entre los primeros puestos de las clasificaciones. La The Elliott School of International Affairs tiene programas de grado y posgrado muy prestigiosos. La excelencia de ESIA ha sido reconocida a nivel de internacional. Entre otros ejemplos, la publicación Foreign Policy lleva varios años incluyéndola en la prestigiosa lista "Inside the Ivory Tower", un ranking que incluye los mejores programas de asuntos internacionales del mundo. En su versión de 2012, ESIA fue considerada como el 9.º mejor programa de grado en asuntos internacionales del mundo, y el 7.º mejor programa del mundo para Master's en asuntos internacionales. Asimismo, ESIA es considerada como una escuela más práctica - y orientada a la política exterior - que teórica. Además, GW ha conseguido distinciones por sus programas de ingeniería, medicina, ciencias políticas, asuntos públicos, negocios, psicología e informática.
Además de ofrecer sus cursos en los campus de Foggy Bottom y Mount Vernon, los profesores de GW dan muchas clases de posgrado en las afueras de Washington (en Maryland y Virginia). La Escuela de Administración Política tiene sus clases en el edificio Hall of States, situado en la zona norte del Capitolio de los Estados Unidos.

## Organización
El gobierno de la universidad está formado por un Consejo de Administración. El Consejo es responsable de la elección del presidente de la universidad, el cual está encargado de administrar la institución.